# Aleksandra Zabelina
Aleksandra Ivanovna Zabelina (ryska: Александра Ивановна Забелина), född 11 mars 1937 i Moskva, Ryssland, död 27 mars 2022, var en rysk fäktare, tävlande för Sovjetunionen.
Hon tog OS-guld i damernas lagtävling i florett i samband med de olympiska fäktningstävlingarna 1972 i München.